# Kościół Notre-Dame de la Chapelle
Kościół Notre-Dame de la Chapelle (fr. Église Notre Dame de la Chapelle, hol. Onze Lieve Vrouw ter Kapelle lub w skrócie Kapellekerk) – kościół rzymskokatolicki, położony na placu La Chapelle w centrum Brukseli. Jest jednym z najstarszych zabytków miasta. W kościele jest pochowany Pieter Bruegel (starszy) z małżonką.

## Historia i architektura
Kościół Notre-Dame de la Chapelle jest jednym z najstarszych zabytków miasta. Jego poprzedniczką na tym miejscu była kaplica zbudowana w 1134 roku, przebudowana w 1210 roku na pełnowymiarowy kościół, który w swych dziejach był wielokrotnie naprawiany i przebudowywany w następstwie klęsk żywiołowych (pożary) lub działań ludzkich (grabieże, ataki). Stanowi dziś rzadką mieszankę stylu romańsko-gotyckiego (transept) i czystego gotyku (nawa). W 1563 roku w kościele wzięli ślub Pieter Bruegel (starszy) i Mayken Coeke. 
W roku 1579 kościół został zajęty przez wyznawców kalwinizmu i zamieniony w świątynię reformowaną. W 1585 roku, po kapitulacji Brukseli, przywrócono obrządek katolicki. W 1695 roku, po zbombardowaniu miasta przez Francuzów, do kościoła dobudowano barokową wieżę-dzwonnicę. W 1797 roku kościół został zamknięty po raz drugi. Otwarty w 1800 roku jako oratorium, stał się w 1803 roku, w następstwie konkordatu, ponownie jednym z kościołów parafialnych Brukseli. W 1813 roku budynek kościoła po raz pierwszy poddano restauracji, ale największe prace konserwatorskie rozpoczęły się ok. 1860 roku pod kierunkiem architekta Jamaera. Po raz kolejny kościół odnawiano w 1933 roku pod kierunkiem architekta Van Ysendijcka, który odrestaurował ściany nawy, dach prezbiterium i kaplicę Matki Boskiej. Ten etap prac został ukończony w 1934 roku. W 1935 roku wyremontowano nawę północną, a w 1937 mury zewnętrzne kaplicy Świętego Krzyża. Restauracja została ukończona w latach 1949–1951. W latach 1989–1996 w kościele ponownie wykonano znaczące prace konserwatorskie, którymi kierował architekt Marcel Mignot.

## Pochówki
W kościele są pochowani Pieter Bruegel (starszy) z małżonką oraz Frans Anneessens, bojownik o prawa obywatelskie, walczący z centralistycznymi zapędami władców Niderlandów Austriackich i ścięty na Grand Place. W kaplicy Najświętszego Sakramentu znajduje się poświęcona mu tablica pamiątkowa.

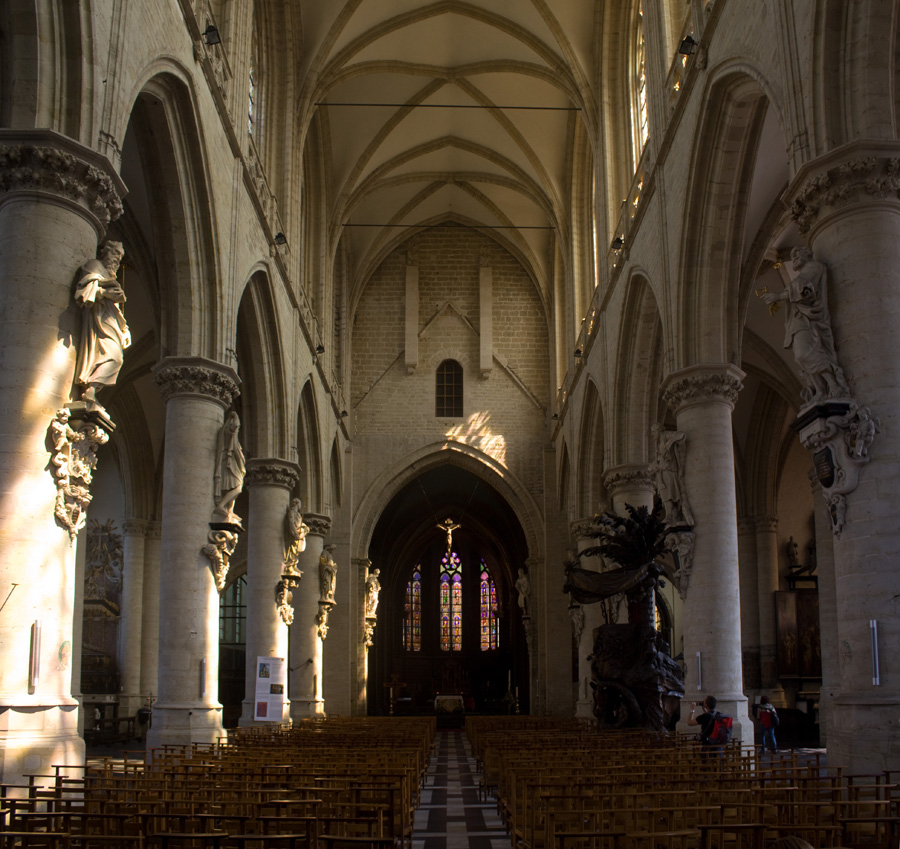
Nawa główna – widok w kierunku prezbiterium
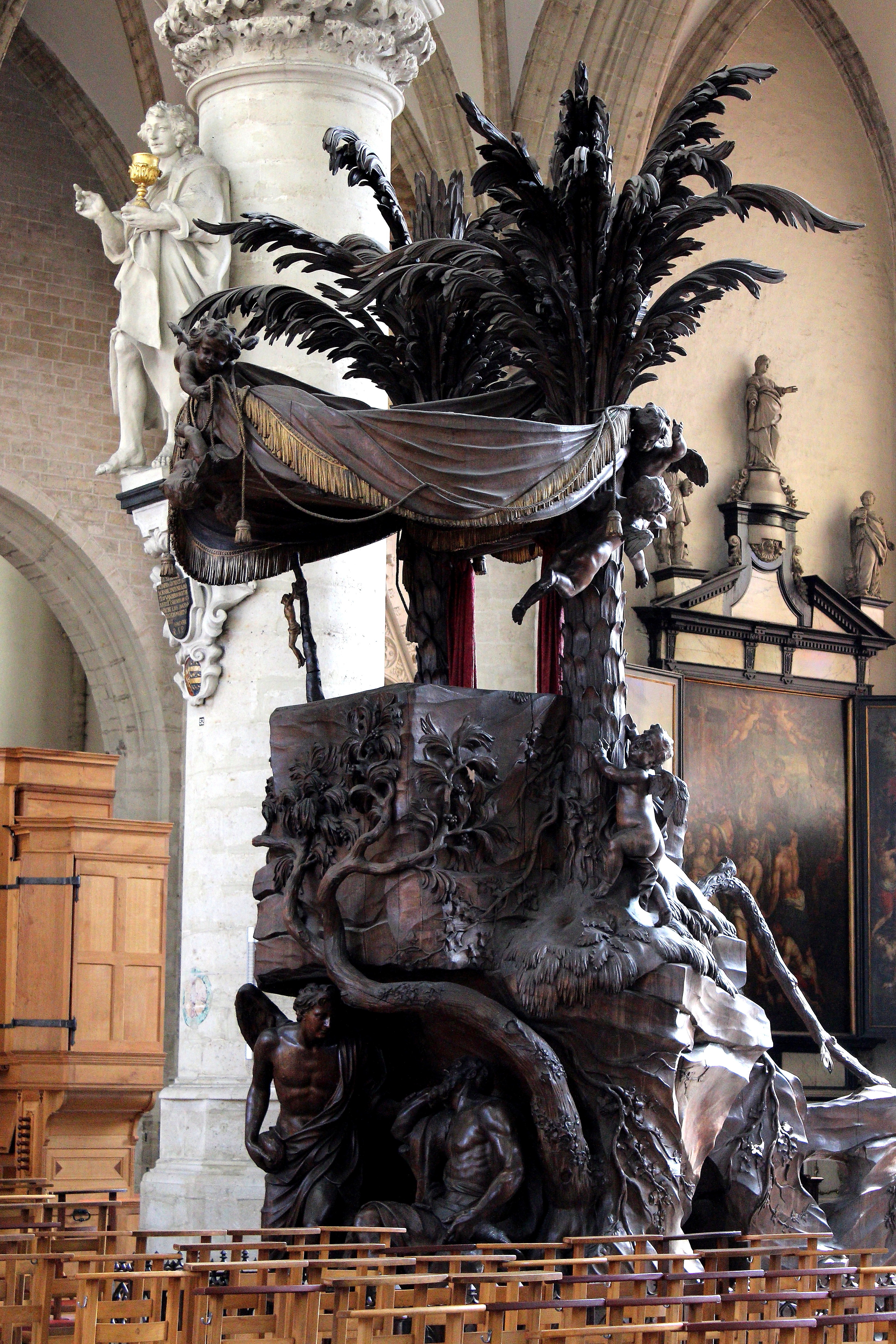
Barokowa ambona
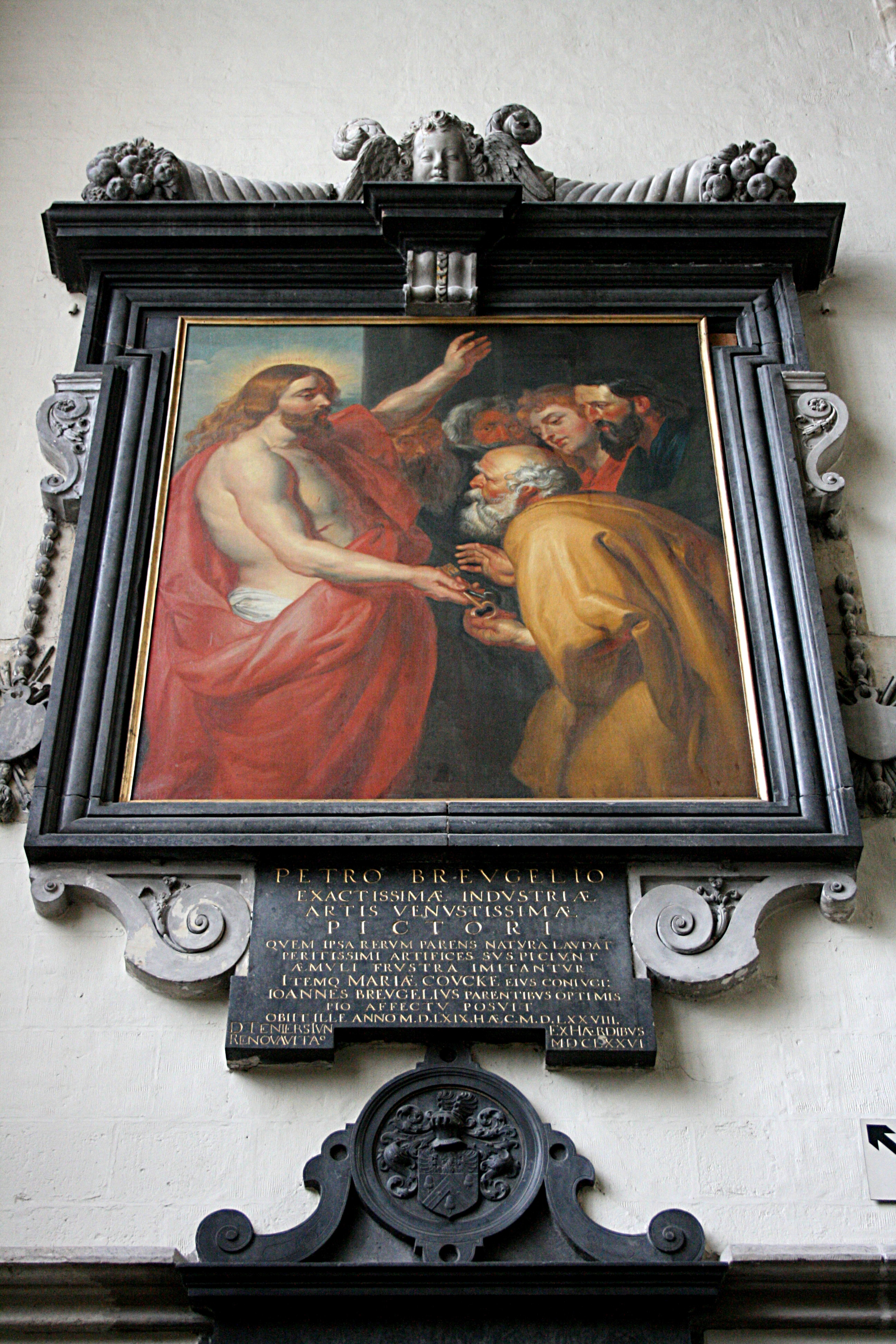
Epitafium Pietera Bruegla starszego